# Калвин (Оклахома)
Калвин (енгл. Calvin) град је у америчкој савезној држави Оклахома.

## Демографија
По попису из 2010. године број становника је 294, што је 15 (5,4%) становника више него 2000. године.
| Група             | 2000.       | 2010.       |
| Белци             | 226 (81,0%) | 227 (77,2%) |
| Афроамериканци    | 0 (0,0%)    | 0 (0,0%)    |
| Азијати           | 0 (0,0%)    | 2 (0,7%)    |
| Хиспаноамериканци | 4 (1,4%)    | 23 (7,8%)   |
| Укупно            | 279         | 294         |